# Alyson Stoner
Alyson Rae Stoner (Toledo, Ohio, 11 de agosto de 1993) é uma atriz, cantora e dançarina estadunidense.
A atriz ganhou fama com a notoridade com Zack e Cody: Gêmeos em Ação ao interpretar Max. Em seguida ficou mundialmente conhecida por seus papéis em Doze é Demais, Ela dança, Eu danço, De repente 30, Camp Rock, Camp Rock 2 e como a protagonista Alice Mc Kinley no filme Alice Upside Down.
Participou, também de um episódio de As Visões da Raven, onde é uma estrela de Hollywood e um episódio de Drake e Josh e The Naked Brothers Band.

## Biografia
Alyson Stoner nasceu em Toledo, Ohio, filha de LuAnne Hodges (née Adams) que é de descendência italiana, ex-secretária executiva da Owens-Illinois, e Charlie Stoner, que possui ascendência irlandesa. Ela foi treinada na Margaret O'Brien Modeling Studio. Ela começou a atuar em 1999, enquanto estava no International Modeling and Talent Association.Ela recebeu muitos prêmios por atuar, desfilar e dançar, incluindo uma memorável menção por ser a melhor modelo do ano na convenção IMTA.
Em 2002, Alyson se tornou a co-host do Mike's Super Short Show (não exibido no Brasil) pela Disney Channel junto à Michael Alan Johnson.
Depois de treinos de coreografias, em Los Angeles, Alyson apareceu dançando ao fundo nos clipes de Missy Elliott, "Work It" e "Gossip Folks", também em um clipe de Eminem, "Just Lose It" e em um clipe menos conhecido da Kumbia Kings, "No Tengo Dinero". Ela dançou com um grupo chamado JammXKids de 2003 a 2006. Ela saiu do grupo no início de 2006, devido alguns conflitos, mas ela continuou trabalhando individualmente. Ela foi também uma das dançarinas nas participações especiais no Shark Tale DVD. Atualmente, Alyson ensina hip-hop.
Em 2003 e 2005, ela fez os filmes Doze é Demais e Doze é Demais 2, como Sarah, onde ficou muito conhecida. Apareceu várias vezes também em programas adolescentes na televisão, como The Suite Life of Zack & Cody, That's So Raven , Drake & Josh e The Naked Brothers Band.
Em 2005, Alyson regravou a música "Baby It's You" originalmente gravada por JoJo.
Em 2006, ela fez uma participação em Ela dança, Eu danço, como a irmã mais nova de Channing Tatum. Seu último trabalho foi Alice Upside Down onde é protagonista. Gravou também Camp Rock junto aos Jonas Brothers e Demi Lovato.Terminou de gravar a sequência de Camp Rock, Camp Rock 2. 

## Televisão
| Ano             | Nome                        | Papel                                  | Notas                                   |
| --------------- | --------------------------- | -------------------------------------- | --------------------------------------- |
| 2002            | O Show da Amanda            | Franny                                 | Participação Especial                   |
| 2002 - 2007     | Mike's Super Short Show     | Sally                                  | Personagem principal, 25 episódios      |
| 2004            | Drake & Josh                | Wendy                                  | Episódio "Fã número 1 de Drake"         |
| 2004            | I'm with Her                | Dylan Cassidy                          | Episódio "The Kid Stays in the Picture" |
| 2005            | Zack & Cody: Gêmeos em Ação | Max                                    | Entre 2005 e 2007, 6 episódios          |
| 2005            | As Visões da Raven          | Ally Parker                            | Episódio "Vamos à Hollywood"            |
| 2005            | Lilo & Stitch: The Series   | Victoria (voz)                         | Episódio "Meleco"                       |
| 2006            | W.I.T.C.H.                  | Lilian Hale (voz)                      | 4 episódios                             |
| 2006            | Joey                        | Kaley                                  | Episódio "Joey and the Critic"          |
| 2006            | Zoey 101                    | Kaley                                  | Participação Especial                   |
| 2007            | The Naked Brothers Band     | Ela mesma                              | Participação Especial                   |
| 2007            | Danny Phantom               | Sandy Jonhnson (voz)                   | 1 episódio                              |
| 2007 - 2015     | Phineas e Ferb              | Isabella Garcia-Shapiro                | Voz                                     |
| 2008            | Disney Channel Games 2008   | Ela mesma                              | Time Azul                               |
| 2010 - presente | Upin & Ipin                 | Upin e Ipin (voz)                      | Versão inglesa                          |
| 2010            | House, M.D.                 | Della Carr                             | Participação Especial                   |
| 2011            | Justiça Jovem               | Bárbara Gordon (voz), Bette Kane (voz) | Participação Especial                   |

## Filmes
| Ano  | Nome                                           | Papel                                                        | Notas                                   |
| ---- | ---------------------------------------------- | ------------------------------------------------------------ | --------------------------------------- |
| 2003 | Doze é Demais                                  | Sarah Baker                                                  | Papel principal                         |
| 2004 | Garfield                                       | Kid Rat                                                      | Voz                                     |
| 2005 | Doze é Demais 2                                | Sarah Baker                                                  | Papel principal                         |
| 2005 | Holly Hobbie and Friends: Surprise Party       | Holly Hobbie                                                 | Voz                                     |
| 2006 | Holly Hobbie and Friends: Christmas Wishes     | Holly Hobbie                                                 | Voz                                     |
| 2006 | Step Up (filme)                                | Camille Gage                                                 | Participação                            |
| 2007 | Holly Hobbie and Friends: Secret Adventures    | Holly Hobbie                                                 | Voz                                     |
| 2007 | Holly Hobbie and Friends: Best Friends Forever | Holly Hobbie                                                 | Voz, Animação                           |
| 2008 | Camp Rock                                      | Caitlyn Gellar                                               | Filme Original Disney Channel, completo |
| 2008 | Alice Upside Down                              | Alice McKinley                                               | Papel principal, Diretamente em vídeo   |
| 2008 | Alyson Stoner Project                          | Ela mesma                                                    | Projeto Indepentente                    |
| 2010 | Step Up 3D                                     | Camille Gage                                                 | Participação                            |
| 2010 | Camp Rock 2                                    | Caitlyn Gellar                                               | Filme Original Disney Channel, completo |
| 2010 | Kung Fu Magoo                                  | Lorelei Tan Gu (voz)                                         | Diretamente em vídeo                    |
| 2011 | The Little Engine That Could                   | A pequena locomotiva (voz)                                   | Diretamente em vídeo                    |
| 2011 | Phineas e Ferb através da Segunda Dimensão     | Isabella Garcia-Shapiro (voz), Isabella da 2ª dimensão (voz) | Filme de TV                             |
| 2014 | Step Up All In                                 | Camille Gage                                                 | Participação                            |
| 2014 | The A-List                                     | Lacey                                                        | Pós-produção                            |
| 2014 | Hoovey                                         | Jen Elliot                                                   | Pós-produção                            |
| 2014 | Selling Isobel                                 | Katie                                                        | Em pré-produção                         |

## Músicas
| Ano  | Nome                                     | Notas                             |
| ---- | ---------------------------------------- | --------------------------------- |
| 2004 | Just Lose It                             | Eminem                            |
| 2005 | Baby It's You                            | Versão cover                      |
| 2007 | S'Winter                                 | Phineas e Ferb                    |
| 2007 | In The Mall                              | Phineas e Ferb                    |
| 2007 | The Ballad of Badbeard                   | Phineas e Ferb                    |
| 2008 | Lost & Found                             | Alice Upside Down                 |
| 2008 | Free Spirit                              | Alice Upside Down                 |
| 2008 | We found Love (todo o elenco)            | Camp Rock                         |
| 2008 | Our Time Is Here (com meninas do elenco) | Camp Rock                         |
| 2008 | Live To Party                            | Living the Dream                  |
| 2009 | Dancing in the Moonlight                 | Space Buddies                     |
| 2009 | Fly Away Home                            | Tinker Bell and the Lost Treasure |
| 2009 | The Fireside Girls                       | Phineas e Ferb                    |
| 2009 | Where Did We Go Wrong                    | Phineas e Ferb                    |
| 2009 | Danville is Very Nice                    | Phineas e Ferb                    |
| 2009 | Wedding Adventure                        | Phineas e Ferb                    |
| 2009 | Yellow Sidewalk                          | Phineas e Ferb                    |
| 2010 | What I’ve Been Looking For               | DisneyMania 7                     |
| 2010 | Flying Forward                           | Make History                      |
| 2010 | Make History                             | Make History                      |
| 2010 | City of Love                             | Phineas e Ferb                    |
| 2010 | Summer Belongs To You!                   | Phineas e Ferb                    |
| 2010 | Let it Snow, Let it Snow, Let it Snow    | Phineas e Ferb                    |
| 2010 | We Wish You a Merry Christmas            | Phineas e Ferb                    |
| 2010 | The 12 Days of Christmas                 | Phineas e Ferb                    |
| 2010 | Whatcha Doin?                            | Phineas e Ferb                    |
| 2010 | Carpe Diem                               | Phineas e Ferb                    |
| 2010 | It's On (todo o elenco)                  | Camp Rock 2                       |
| 2010 | What We Came Here For (com todo elenco)  | Camp Rock 2                       |
| 2010 | This Is Our Song (com todo elenco)       | Camp Rock 2                       |
| 2011 | Beat the system                          | Beat The System (EP)              |
| 2011 | Sweet                                    | Beat The System (EP)              |
| 2011 | Looking For Love                         | Beat The System (EP)              |
| 2011 | Almost Home                              | Beat The System (EP)              |
| 2011 | Hello Again                              | Beat The System (EP)              |
| 2011 | Love You Like A Love Song                | Cover de Selena Gomez             |
| 2011 | Pumped Up Kicks                          | Cover de Foster The People        |
| 2011 | Slow Dancing In A Burning Room           | Cover de John Mayer               |
| 2011 | With These Blueprints                    | Phineas e Ferb                    |

### Álbuns
- Beat The System EP (2011)

## Video Games
| Ano  | Título                                     | Papel                                  |
| ---- | ------------------------------------------ | -------------------------------------- |
| 2009 | Kingdom Hearts 358/2 Days                  | Xion                                   |
| 2011 | Phineas e Ferb Atráves da Segunda Dimensão | Isabella, Isabella 2 e a recepcionista |